# مورعة (تعز)
مورعه هي إحدى قرى الجمهورية اليمنية. تتبع جغرافيا لمحافظة تعز وإداريًا لمديرية شرعب الرونة. يبلغ تعداد سكانها 4366 نسمة حسب الإحصاء الذي أجري عام 2004.